# 哈尼耶·罗斯塔米安
哈尼耶·罗斯塔米安（波斯語：‎，1998年9月11日—），伊朗女子射击运动员，2022年世界射击锦标赛女子10米气手枪团体和混合团体10米气手枪铜牌得主、2023年世界射击锦标赛女子10米气手枪团体铜牌得主。